# Duda-Epureni
Duda-Epureni is een Roemeense gemeente in het district Vaslui.
Duda-Epureni telt 4927 inwoners.